# 메렝
메렝(프랑스어: Meyrin [mäʁɛ̃][*])은 스위스 제네바주에 있는 자치제이다.
유럽 입자물리학 연구기관인 CERN의 주요 사이트는 메렝에 있다. 메렝은 북측에서 CERN의 건설이 시작된 1950년대까지 원래 작은 농촌 마을이었다. 지금은 고층 아파트가 우세한 통근 도시가 되었으며, 많은 주민들이 CERN이나 제네바 중심부에서 일하고 있다. 제네바 국제공항은 부분적으로 메렝 내에 있다.

## 역사
메렝은 1153년에 Mairin으로 처음 언급되었다.

## 지리

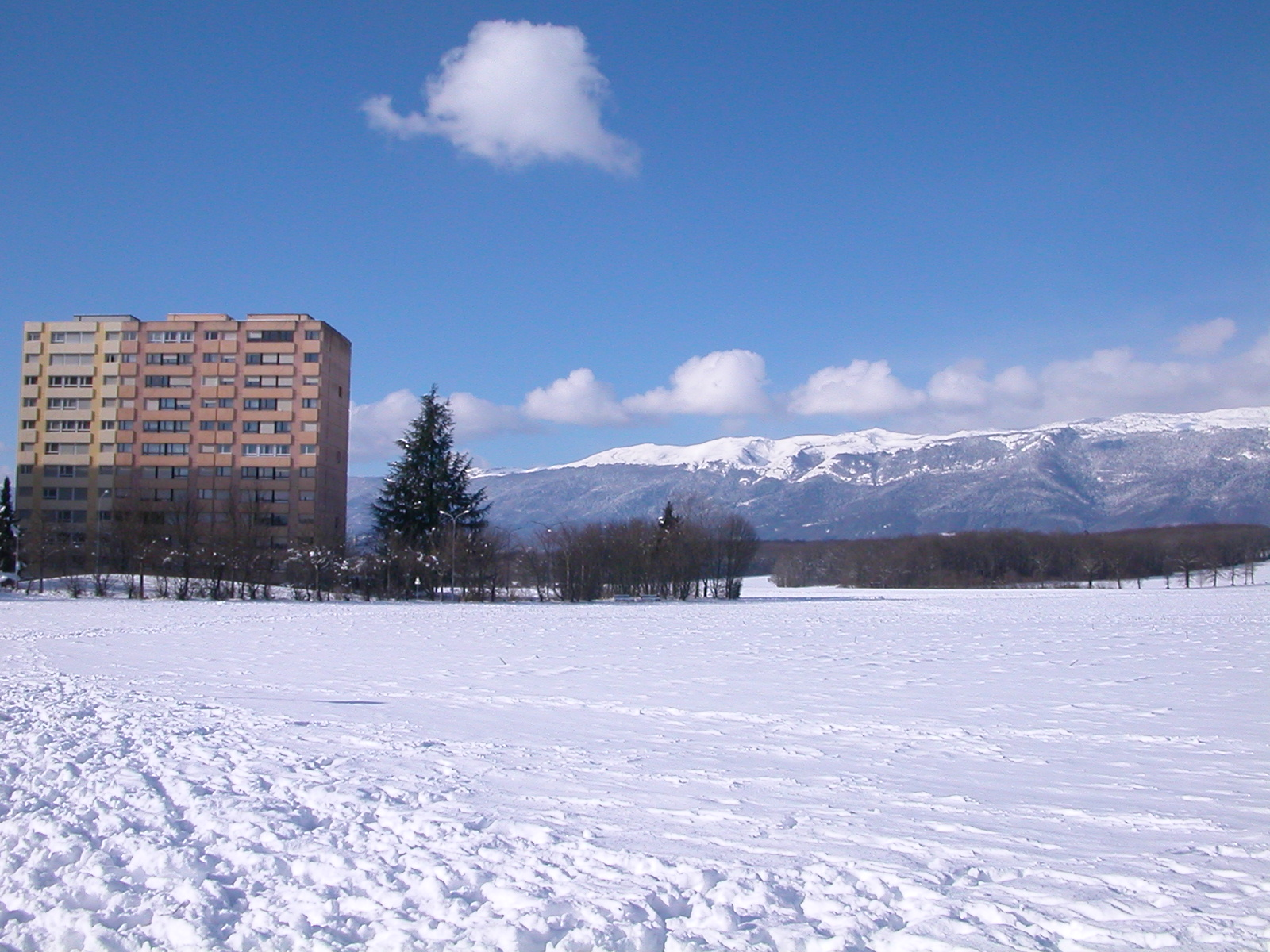
메렝 외곽의 한 아파트 단지 주변 눈

메렝의 면적은 2009년 현재 9.94k㎡이다. 이 지역 중 3.54k㎡ (35.6%)가 농업 목적으로 사용되는 반면 0.43k㎡ (4.3%)는 산림이다. 나머지 토지 중 5.87k㎡ (59.1%)가 정착(건물 또는 도로), 0.01k㎡ (0.1%)가 강 또는 호수이고 0.08k㎡ (0.8%)는 비생산적인 토지이다.
건축면적 중 공업용 건물이 전체 면적의 11.1%, 주택과 건물이 17.7%, 교통 기반 시설이 25.8%를 차지했다. 공원, 녹지대, 운동장이 3.5%를 차지했다. 산림을 제외한 모든 산림면적은 울창한 산림으로 덮여 있다. 농경지 중 28.5%는 작물 재배에 사용되고 4.8%는 목초지이며, 2.3%는 과수원이나 포도나무 작물에 사용된다. 시정촌의 모든 물은 호수에 있다.
시정촌은 론강의 오른쪽 강둑에 있으며 CERN, Maisonnex, Mategnin, Citadelle, Aéroport - Tour-de-Contrôle, Aéroport - Papillons, Aéroport - Forestier, Cointrin - Les Sapins의 하위 섹션 또는 마을로 구성된다. Cointrin - Les Ailes, Cointrin - Pre-Bois, ZI Riantbosson.

## 인구통계

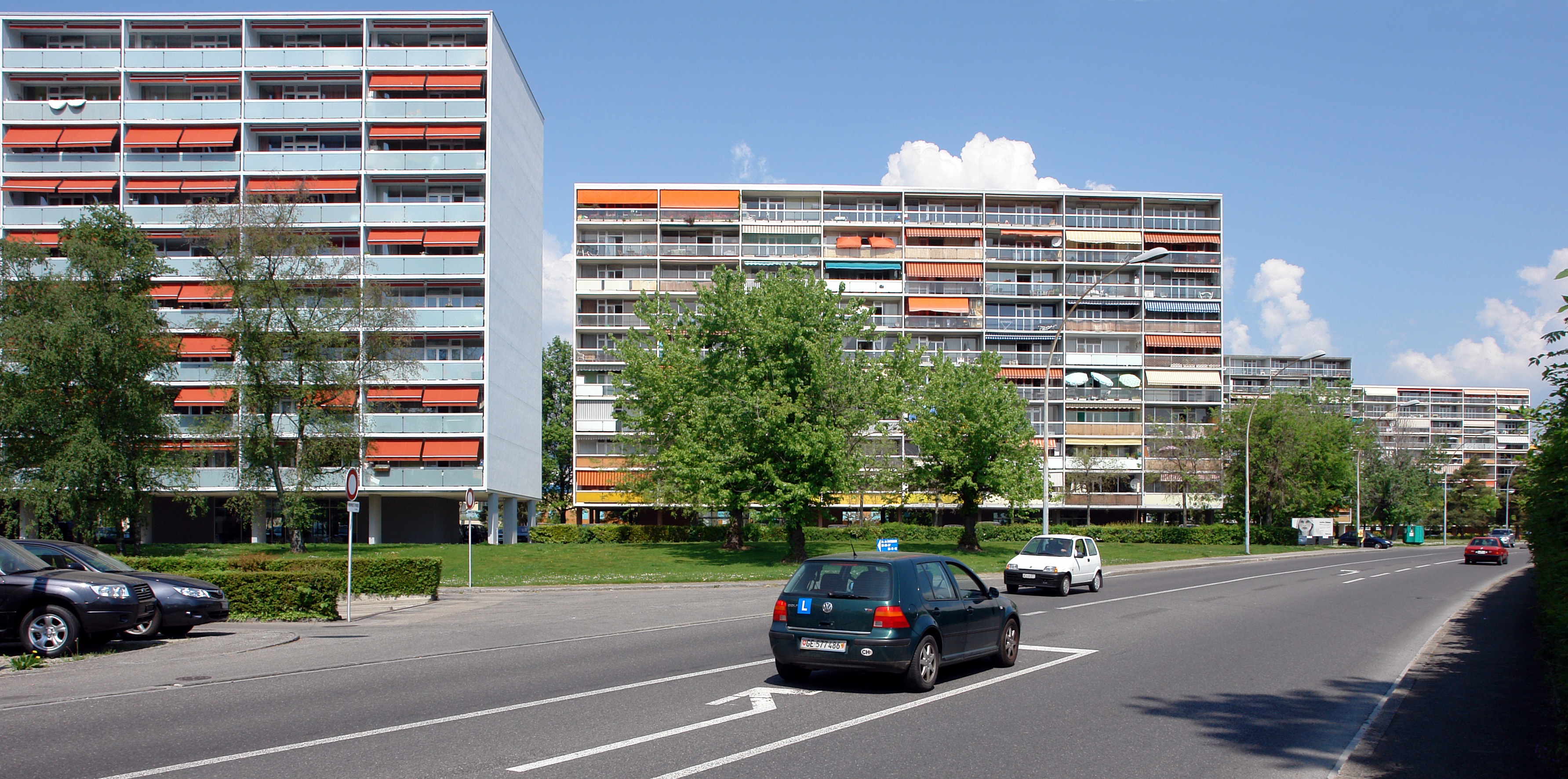
메렝의 아파트 단지

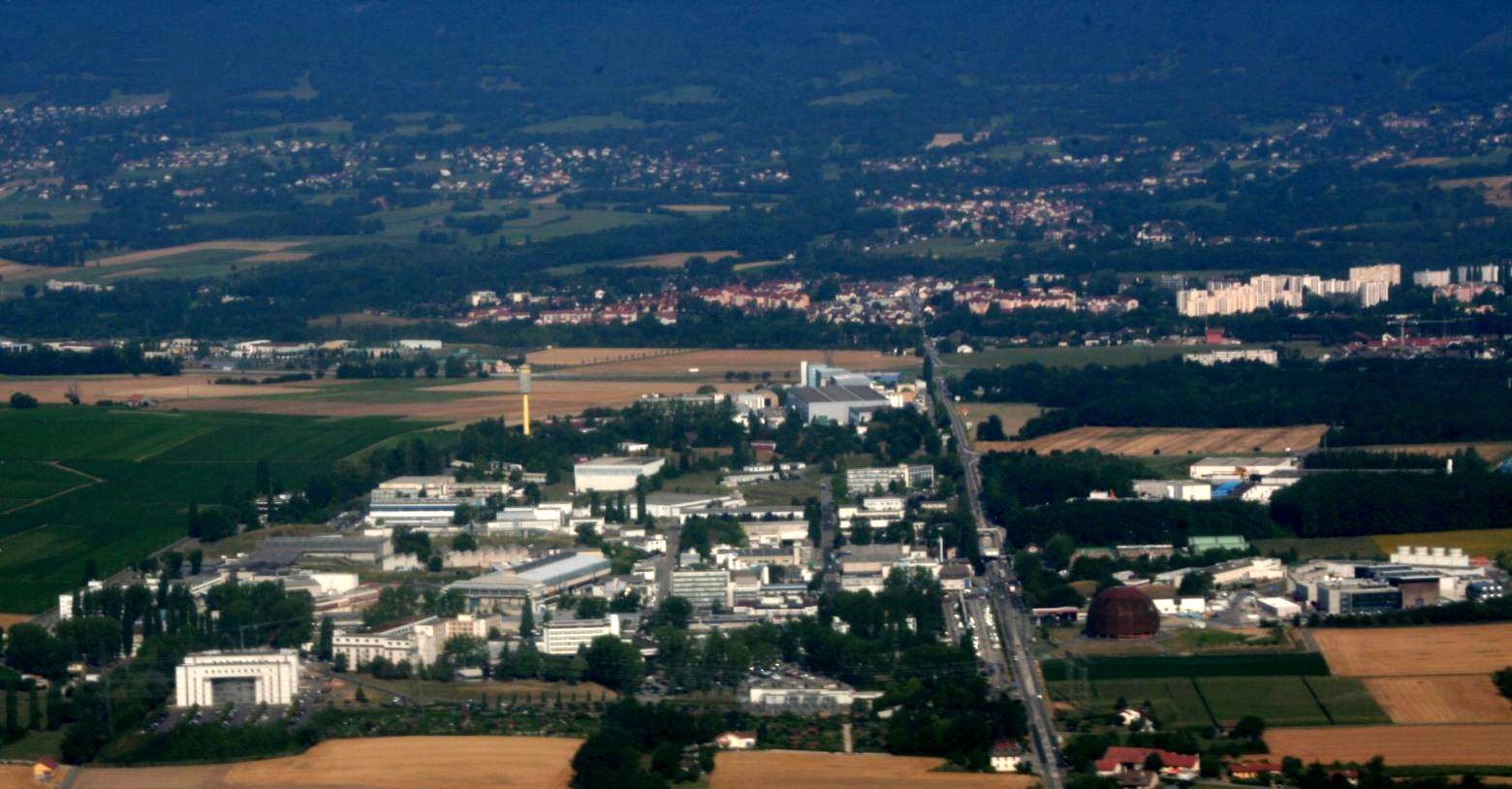
메렝 근처의 CERN의 공중 뷰

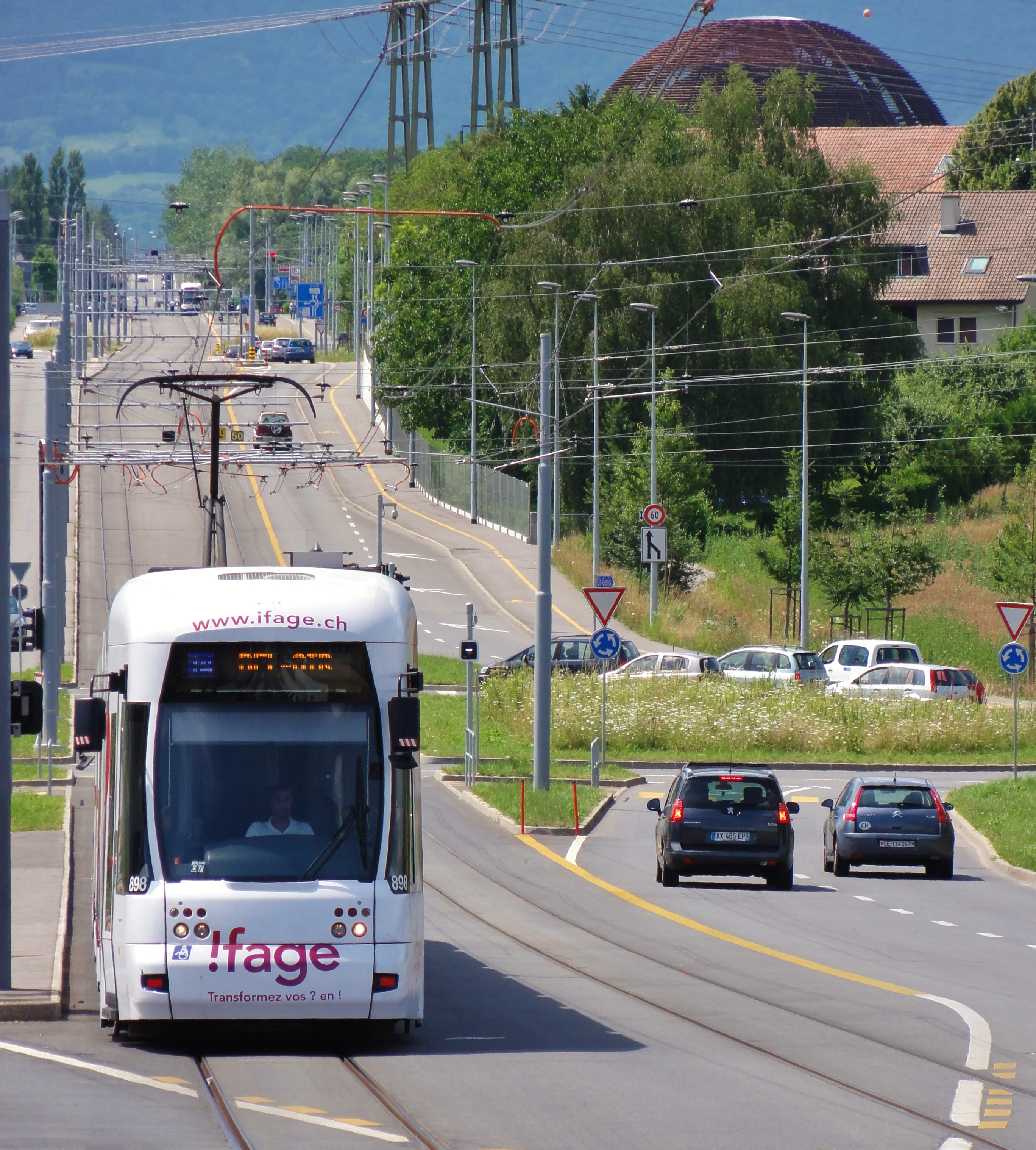
TCMC (트램웨이 코르나방 - 메렝- CERN) at the stop of TPG n° 14 ligne - 라 투르 병원

2020년 12월 기준, 메렝의 인구는 26,129명이다. 2008년 기준으로 인구의 41.5%가 거주하는 외국인이다. 1999년부터 2009년까지 지난 10년 동안 인구는 13.7%의 비율로 변화했다. 이주로 인해 7.5%의 비율로, 출생 및 사망으로 인해 6.3%의 비율로 변경되었다.
2000년 기준, 인구 대부분인 14,320명(73.3%)이 프랑스어를 사용하며, 독일어가 817명(4.2%)으로 2위이고, 이탈리아어가 809명(4.1%)으로 3위이다. 로만슈어를 구사하는 사람은 12명이다.
2008년 기준으로 인구의 성별 분포는 남성 49.9%, 여성 50.1%이다. 인구는 5,617명의 스위스 남성(인구의 25.8%)과 5,233명(24.1%)의 비스위스계 남성으로 구성되었다. 스위스 여성은 6,457명(29.7%), 비스위스계 여성은 4,424명(20.4%)이었다. 지자체의 인구 중 약 19.2%인 3,745명이 메렝에서 태어나 2000년에 그곳에 살았다. 같은 주에서 태어난 3,273 또는 16.7%가 있었고, 2,876 또는 14.7%는 스위스 다른 곳에서 태어났다. 7,985명(40.8%)이 스위스 이외의 지역에서 태어났다.

2008년에는 스위스 시민이 144명, 비스위스계 시민이 109명이었고, 같은 기간에 스위스 시민이 78명, 비스위스계 시민이 21명 사망했다. 이민과 이주를 무시하면 스위스 시민의 인구는 66명이 증가했고, 반면 외국인 인구는 88명이 증가했다. 스위스에서 이주한 스위스 남자는 28명, 스위스 여자는 57명이었다. 동시에 다른 나라에서 스위스로 이주한 230명의 비스위스계 남성과 204명의 비스위스계 여성이 있었다. 2008년 전체 스위스 인구 변화(시 경계를 넘는 이동을 포함한 모든 출처에서)는 79명이 증가했고 비스위스계 인구는 356명이 증가했다. 이는 2.2%의 인구 증가율을 나타낸다.
인구의 연령분포(2000년 기준)는 아동·청소년(0~19세)이 전체 인구의 22.6%, 성인(20~64세)이 66.1%, 노인(64세 이상)이 11.3%를 차지한다.
2000년 기준으로 7,660명의 미혼이며, 시정촌에서 결혼한 적이 없다. 기혼자는 9,707명, 미망인은 748명, 이혼한 사람은 1,433명이었다.
2000년 기준으로 시정촌의 개인가구는 7,938세대로 가구당 평균 2.3명이다. 1인 가구는 2,662가구, 5인 이상 가구는 410가구였다. 총 8,158가구 중 1인 가구가 32.6%로 부모와 동거하는 성인이 42가구였다. 나머지 가구 중 자녀가 없는 기혼 부부는 1,985가구, 자녀가 있는 기혼 부부는 2,487가구로 자녀가 있는 편부모는 660가구이다. 102가구는 혈연관계가 없는 사람들로, 220가구는 일종의 기관이나 집단주택으로 구성되어 있었다.
2000년에는 총 1,232호의 주거용 건물 중 579호(전체의 47.0%)가 단독주택이었다. 다가구는 410채(33.3%), 주로 주거용으로 사용되는 다목적 건물은 174채(14.1%), 기타 주거용 건물(상업, 공업)은 69채(5.6%)였다. 단독주택 중 53채는 1919년 이전에 지어졌으며 87채는 1990년에서 2000년 사이에 지어졌다. 1971년에서 1980년 사이에 가장 많은 단독주택(103채)이 지어졌다.
2000년에는 8,692채의 아파트가 시정촌에 있었다. 가장 일반적인 아파트 크기는 3개의 방으로 2,677개였다. 1인실 아파트는 787채, 5실 이상 아파트는 1,260채였다. 이 중 상가주택은 총 7,734세대(전체의 89.0%), 비수기형은 776세대(8.9%), 공실은 182세대(2.1%)였다. 2009년 기준 신규주택 건설률은 인구 1,000명당 2세대이다. 2010년 시정촌 공실률은 0.16%였다.
역사적 인구는 다음 차트에 나와 있다.

## 국가중요문화재

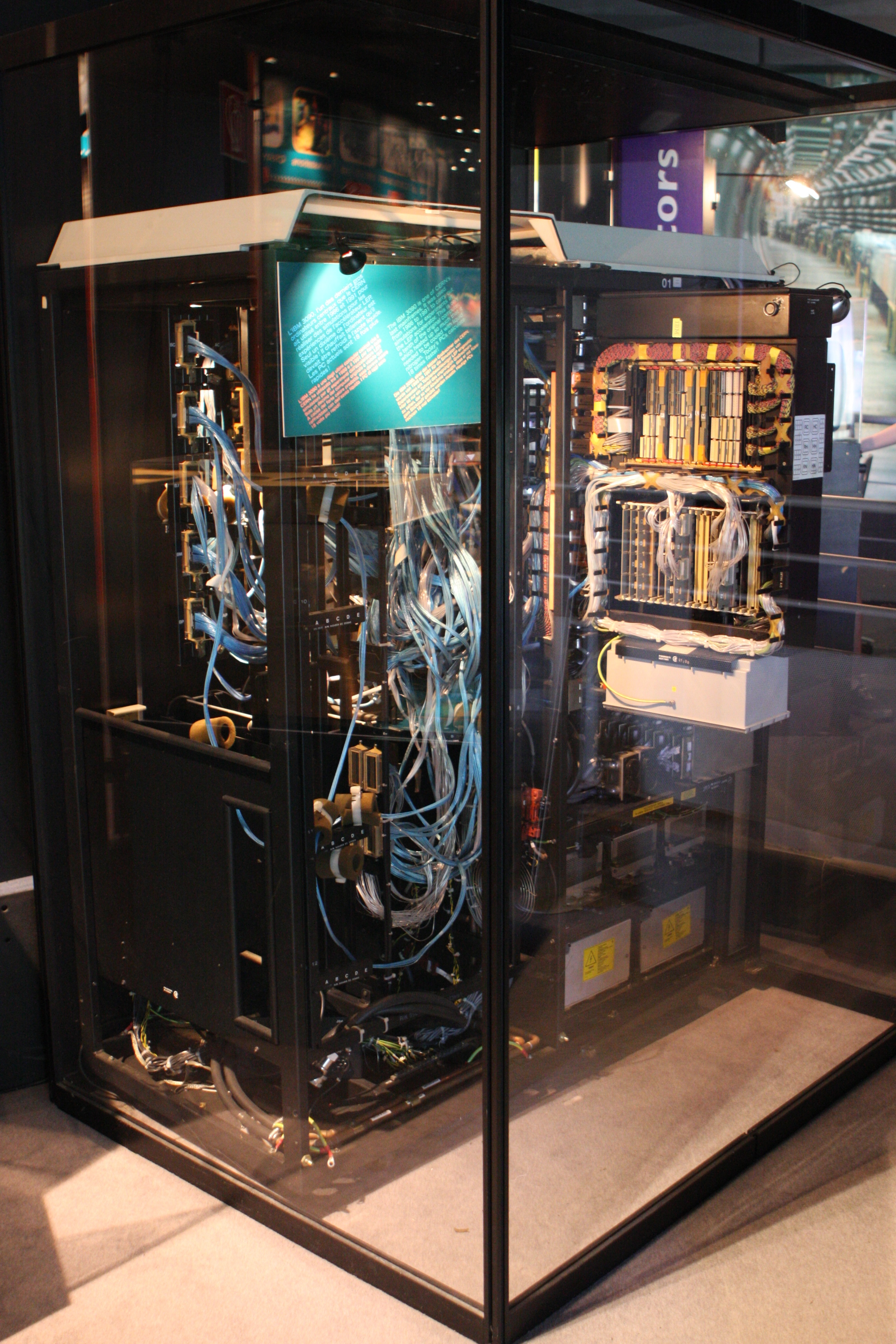
CERN 박물관의 옛 서버

마니 하우스와 CERN 기록 보관소는 국가적으로 중요한 스위스 문화 유산으로 등재되어 있다.

## 정치
2007년 연방 선거에서 가장 인기 있는 정당은 25.6%의 득표율을 기록한 SVP였다. 다음으로 가장 인기 있는 3개 정당은 SP (19.67%), 녹색당 (14.62%), FDP (9.92%)였다. 이번 연방 총선에서는 총 4,041표를 던졌고, 투표율은 42.6%였다.
2009년 Grand Conseil 선거에는 총 9,517명의 등록 유권자가 있었고, 그중 3,437명(36.1%)이 투표했다. 이번 선거에서 지자체에서 가장 인기 있는 정당은 21.0%의 득표율을 기록한 MCG였다. 주 전체 선거에서 그들은 세 번째로 높은 득표율을 얻었다. 두 번째로 인기 있는 정당은 Les Socialistes (11.4%)로 주 전체 선거에서 4위, 세 번째로 인기 있는 정당은 Les Verts (11.3%)로 주 전체 선거에서 2위를 기록했다.
2009년 참사당 선거에는 총 9,525명의 등록 유권자가 있었고, 그중 4,070명(42.7%)이 투표했다.
2011년에는 모든 지자체에서 지방 선거를 실시했으며, 메렝에서는 시의회에 33개의 공석이 열렸다. 등록 유권자는 총 13,619명이었고, 그중 5,043명(37.0%)이 투표했다. 5,043표 중 24표는 무효표, 68표는 무효표, 333표는 명단에 없는 이름이었다.

## 경제
2010년 현재 메렝의 실업률은 7%이다. 2008년 기준으로 1차 경제 부문에 50명이 고용되어 있고, 이 부문에 약 13개 기업이 참여하고 있다. 4,198명이 2차 부문에 고용되었고, 이 부문에 197개의 기업이 있었다. 13,422명이 3차 부문에 고용되었으며, 이 부문에는 860개의 기업이 있다. 10,137명의 시정촌 주민이 일정 수준으로 고용되었으며, 그중 여성이 전체 노동력의 43.9%를 차지했다.
2008년에 정규직에 해당하는 총 일자리 수는 16,303개였다. 1차 부문의 일자리 수는 40개였으며 모두 농업에 있었다. 2차산업의 일자리 수는 4,078개로 이 중 제조업이 2,991개(73.3%), 건설업이 1,066개(26.1%)였다. 3차 부문의 일자리는 12,185개였다. 3차 부문에서; 3,671개(30.1%) 도소매 또는 자동차 수리업, 1,984개(16.3%) 물류), 1,145개(9.4%) 호텔 또는 레스토랑, 396개(3.2%) 정보 산업, 366개(3.0%)는 보험 또는 금융 산업, 835개(6.9%는 기술 전문가 또는 과학자, 261개(2.1%는 교육, 1,466개(12.0%)는 의료 산업이었다.
2000년 기준 자치단체로 통근하는 근로자는 15,939명, 출퇴근자는 7,242명이었다. 지자체는 근로자의 순수입 지자체이며, 떠날 때마다 약 2.2명의 근로자가 지자체에 들어간다. 메렝에 들어오는 노동력의 약 13.9%는 스위스 외부에서 오고, 현지인의 0.2%는 일을 위해 스위스에서 출퇴근한다. 근로인구의 28.2%는 대중교통을 이용하여 출퇴근하고 55.5%는 자가용을 이용하였다.
스위스 항공 교통 관제 회사인 스카이가이드는 공항 부지의 메렝에 본사를 두고 있다. 이지젯 스위스는 메렝에 본사를 두고 있다. 클럽 에어웨이즈 인터네셔날은 제네바 공항과 메렝에 본사를 두고 있다. 휴렛 팩커드는 메렝에서 유럽, 중동 및 아프리카 사무소를 운영한다.
스위스 시계 및 보석 디자이너이자 제조 업체인 쇼파드는 메이린에 글로벌 본사를 두고 있다. 또한 밀레밀리아(Mille Miglia)와 해피 스포티(Happy Sporty)와 같은 라인을 포함한 대부분의 시계와 칸영화제의 황금종려상(Palme d'Or) 보석이 만들어지는 곳이기도 하다. 플뤼리에(Fleurier)에 기반을 둔 다른 사이트에서는 많은 LU Chopard 시계를 생산한다.

## 종교

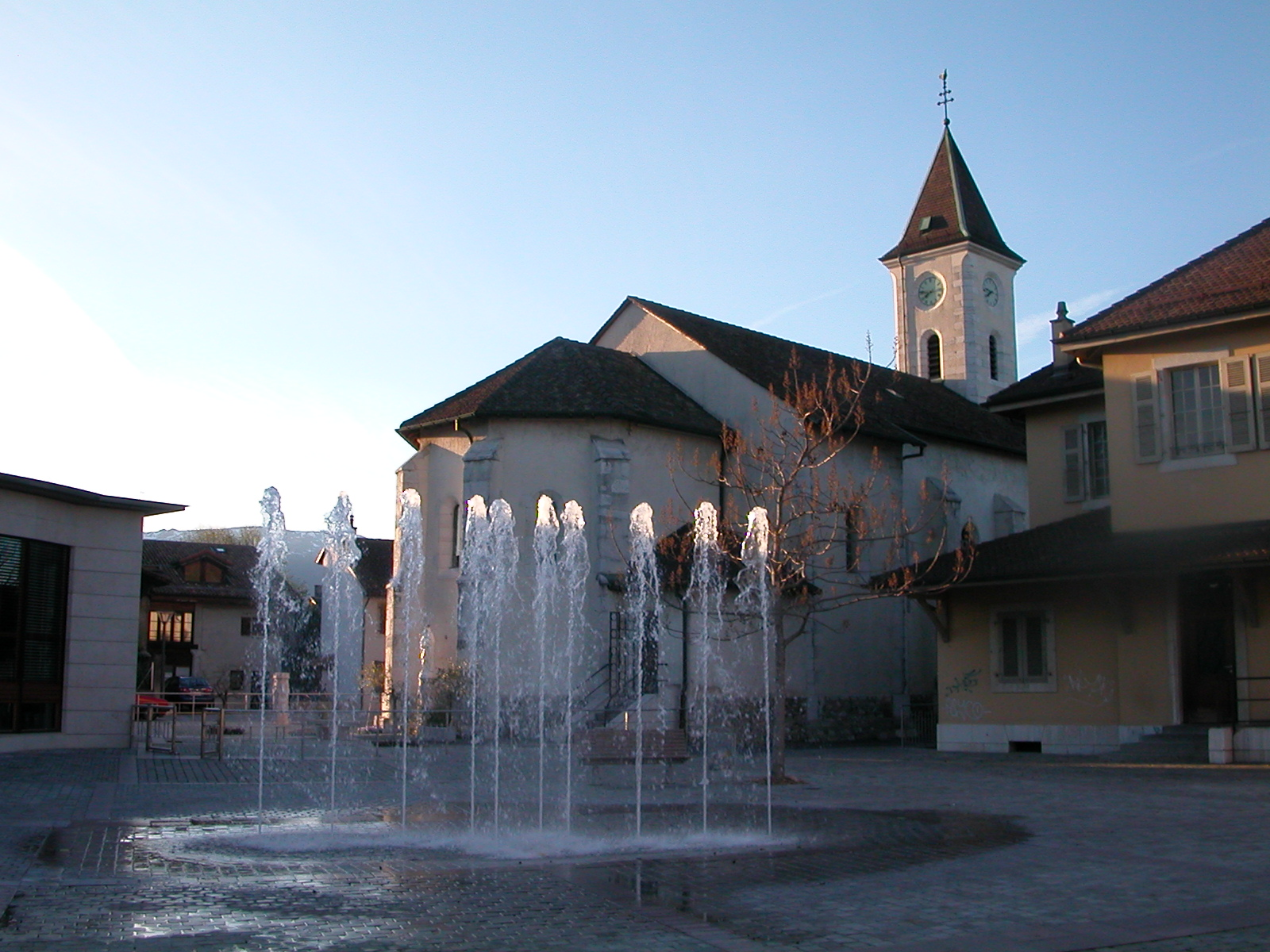
메렝 마을 교회

2000년 인구 조사에서 로마 가톨릭 신자는 7,833명(40.1%)이었고, 스위스 개혁 교회는 2,867명(14.7%)이었다. 나머지 인구 중 정교회 교인은 281명(인구의 약 1.44%), 크리스찬 가톨릭 교회 교인은 28명(인구의 약 0.14%), 다른 기독교 교회에 속한 363명(또는 인구의 약 1.86%), 유대인 60명(인구의 약 0.31%)이었고, 이슬람교 1,207명(인구의 약 6.17%), 불교 104명이 있었다. 힌두교 51명과 다른 교회에 속한 36명이 있었다. 4,186명(인구의 약 21.41%)이 교회에 속하지 않고, 불가지론자 또는 무신론자이며, 2,532명(인구의 약 12.95%)이 질문에 대답하지 않았다.

## 교육
메렝에서는 인구의 약 5,924명(30.3%)이 필수 고등교육을 이수했으며, 2,712명(13.9%)이 추가 고등 교육(대학 또는 응용학문대학)을 마쳤다. 고등교육을 마친 2,712명 중 34.8%가 스위스 남성, 24.3%가 스위스 여성, 24.3%가 비스위스계 남성, 16.6%가 비스위스계 여성이었다.
2009-2010 학년도 동안 메렝 학교 시스템에는 총 4,126명의 학생이 있었다. 제네바주의 교육 시스템은 어린이들이 2년 동안 의무가 아닌 유치원에 다닐 수 있도록 허용한다. 그 학년도에 유아원 학급에 다니는 어린이는 285명이었다. 주의 학교 시스템은 2년의 비필수 유치원을 제공하며 학생들은 6년 동안 초등학교에 다닐 것을 요구하며, 일부 어린이는 소규모의 특수 수업에 참석한다. 메렝에는 유치원이나 초등학교에 다니는 712명의 학생이 있었고 93명의 학생이 특수 학급에 있었다. 중등 학교프로그램은 3년의 낮은 의무 교육 과정과 3년에서 5년의 선택적인 고급 학교로 구성된다. 메렝에서 학교에 다니는 712명의 중학생이 있었다. 1,010명의 시립 중고등학교 학생들과 전문적인 비 대학 트랙 프로그램에 재학 중인 164명의 학생들이 있었다. 추가로 153명의 학생이 사립학교에 다녔다.
2000년 현재 메렝에는 다른 시정촌에서 온 학생이 341명, 시외 학교에 다니는 거주자는 1,147명이다.

## 교통
지자체에는 메렝과 지메자라는 두 개의 기차역이 있다. 둘 다 리옹-제네바선에 있으며 라플란, 벨가르드 및 제네바까지 정기적으로 운행한다.

## 스포츠
FC 메렝은 지자체의 축구 클럽이다.